# Дом извозчика Евсея Метлина
Дом Евсея Метлина (Дом, где жил С. М. Киров) — деревянное здание в Железнодорожном районе Новосибирска, построенное в 1905 году. Памятник архитектуры регионального значения.

## История
Здание построено близ Михайловского лога в 1905 году строительной артелью по типовому проекту, после чего недвижимость купил новониколаевский извозчик Евсей Метлин, заселившийся в дом с женой и ребёнком. Одну из комнат он сдавал для жильцов. В числе известных постояльцев были руководитель Обской группы РСДРП А. И. Петухов и революционер С. М. Киров, который приехал в Новониколаевск, освободившись в июне 1908 года из томской тюрьмы.

## Описание
Прямоугольное в плане здание выходит на красную линию застройки улицы Ленина.
Дом стоит на кирпичных фундаментах. Бревенчатые стены рублены «в обло» и обшиты тесом. Под зданием находится обширный подвал, где первоначально находились подсобные помещения и русская печь с кухней. Четырёхскатная крыша покрыта железом.
Главный фасад украшен фронтоном. Под крышей — ступенчатый карниз.
По углам здания размещены деревянные лопатки.
Окна дома двойные и створчатые, с лучковым очертанием и филенчатыми ставнями, декорированы наличниками.
Со двора расположен вход на чердак.
Основные габариты — 9,2 × 7,8.

### Памятник Кирову
Во дворе на небольшом постаменте установлен памятник Кирову, созданный скульпторами А. М. Овчинниковым и В. А. Ковшовым в 1950 году.

## Музей С. М. Кирова
В 1947 году в здании был открыт музей, посвящённый С. М. Кирову. По проекту 1946 года во время реконструкции усадьбы было решено снести надворные постройки, появившиеся после отъезда знаменитого революционера из Новониколаевска.